# Metòkhia

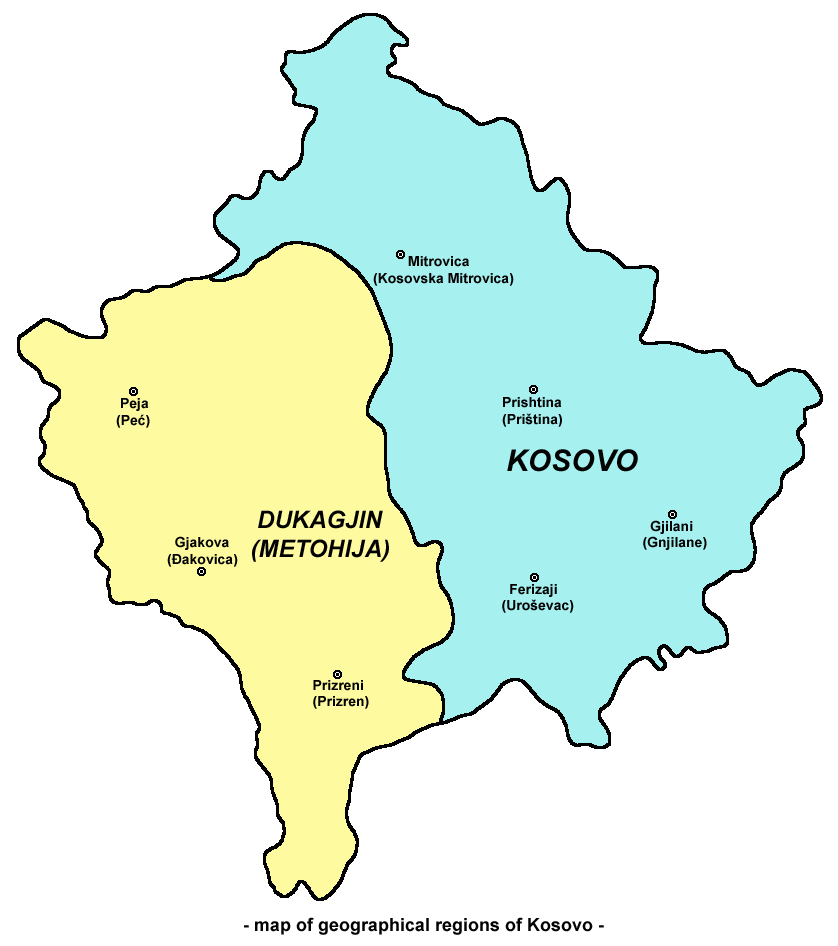
Mapa de Metòkhia dins de Kosovo. Estan assenyalades les ciutats més grans.

Metòkhia o Metòquia (en serbi: Метохија/Metohija, albanès: Rrafshi i Dukagjinit), de vegades anomenada com a Metòhia, és el nom de la regió que cobreix la part sud-oest de Kosovo. També és part de la regió geogràfica de Dukagkhini.

## Nom
Metòkhia significa la "terra posseïda i governada pels monestirs" o simplement "terra de l'església". El terme és d'origen grec i deriva del nom medieval per a la terra del monestir donada als monestirs ortodoxos per les lleis sèrbies. En albanès l'àrea es diu Rrafshi i Dukagjinit i significa l'altiplà de duc Gjin, anomenada així a causa de les possessions de terra d'un noble medieval albanès.

## Geografia
Metòkhia té una amplària màxima de 23 quilòmetres i prop de 60 quilòmetres de llarg, té una altitud mitjana de 550 metres. El seu riu principal és el Drin Blanco. Està envoltat per les muntanyes Mokra Gora al nord i nord-oest, Prokletije a l'oest, Pastrik al sud-oest, la muntanya Šar al sud i al sud-est, i la muntanya Drenica, que ho separa de la resta de Kosovo a l'est i al nord-est.
La divisió geogràfica entre Metòkhia i Kosovo causa diferències entre la flora i fauna de les dues regions. Metòkhija té la influència característica del mediterrani, sent la regió amb major nombre d'espècies mediterrànies de tota Sèrbia, mentre que les de Kosovo amb prou feines es diferencien de les de la resta de Sèrbia.
El sòl de Metòkhija és fèrtil, apte pel labrantí, amb molts rius petits que proporcionen l'aigua per a la irrigació, que a causa del clima afavoreixen les collites. A excepció dels cereals, són cultivables espècies mediterrànies com els vinyers, fruiters, castanyers i ametllers.

## Ciutats
Les ciutats més importants de Metòkhija són: 
- Prizreni
- Gjakova
- Pejë
- Burimi
- Rahoveci
- Deçani